# Open Camera
 (août 2020).
Open Camera est une application gratuite et open source pour l’édition de photos et vidéos destinée aux téléphones et tablettes sous Android. Elle a été développée par Mark Harman et traduite, en français, par Olivier Seiler et Eric Lassauge.
Elle constitue une alternative à l’application photo/vidéo installée par défaut sur Android.
Elle a été téléchargée plus de 10 millions de fois sur le Play Store et bénéficie d’un avis positif de 4,1 sur 5 (données août 2020).
Créée en 2013, l'application fait l'objet de nombreuses mises à jour et correctifs. Ainsi, en 2019, huit mises à jour majeures ont été produites.
Le média en ligne "Frandroid" considère Open Camera comme la référence en matière d'application open source pour prendre des photos et vidéos.

## Environnement Android
Open Camera nécessite une version minimale Android 4.0.3 (Ice Cream Sandwich mise à jour décembre 2011) ou ultérieure.

## Paramétrage des autorisations
Open Camera nécessite les autorisations d’accès au capteur photo, au microphone, aux fichiers du téléphone ou de la tablette, à la localisation (fonctionnalités facultatives) et au Bluetooth (contrôle à distance).

## Protection des données
L’application n’intègre aucune publicité et est Open Source. Le site Web d'Open Camera contient des publicités via Google Adsense.
L'option "adresses" pour le tampon photo ou les sous-titres vidéo utilise l'API Android Geocoder : des données de localisation sont susceptibles d’être transmises à un tiers.
Après paramétrage, des applications Cloud peuvent télécharger automatiquement des fichiers produits par Open Camera.

## Fonctionnalités
- Option de nivellement automatique pour que vos images soient parfaitement de niveau quoi qu'il arrive.
- Exposition des fonctionnalités de votre appareil photo: prise en charge des modes scène, effets de couleur, balance des blancs, ISO, compensation / verrouillage d'exposition, selfie avec "flash d'écran", vidéo HD et plus encore.
- Télécommandes pratiques : minuterie (avec compte à rebours vocal en option), mode de répétition automatique (avec délai configurable).
- Possibilité de prendre une photo à distance en faisant du bruit, ou par commande vocale "cheese".
- Touches de volume et interface utilisateur configurables.
- Option d'aperçu à l'envers pour une utilisation avec des objectifs amovibles.
- Superposition d’un choix de grilles et de guides de recadrage.
- Marquage de localisation GPS en option (géolocalisation) des photos et vidéos; pour les photos, cela inclut la direction de la boussole (GPSImgDirection, GPSImgDirectionRef).
- Intégration de la date et l'horodatage, des coordonnées de l'emplacement et le texte personnalisé aux photos; stockage de la date / l'heure et de la localisation sous forme de sous-titres vidéo (SRT).
- Panorama, y compris pour la caméra frontale.
- Prise en charge du HDR (avec alignement automatique et suppression des images fantômes) et du Bracketing d'exposition.
- Prise en charge de l'API Camera2: commandes manuelles (avec assistance de mise au point en option); mode rafale; Fichiers RAW (DNG); vidéo au ralenti.
- Réduction du bruit (y compris le mode nuit à faible éclairage) et modes d'optimisation de la plage dynamique pour des photos de meilleure qualité.
- Options pour l'histogramme à l'écran, les rayures zébrées, la mise au point.
- Mode de bracketing de mise au point.
- Certaines fonctionnalités peuvent ne pas être disponibles sur tous les appareils, car elles peuvent dépendre des fonctionnalités matérielles ou de la version d'Android.

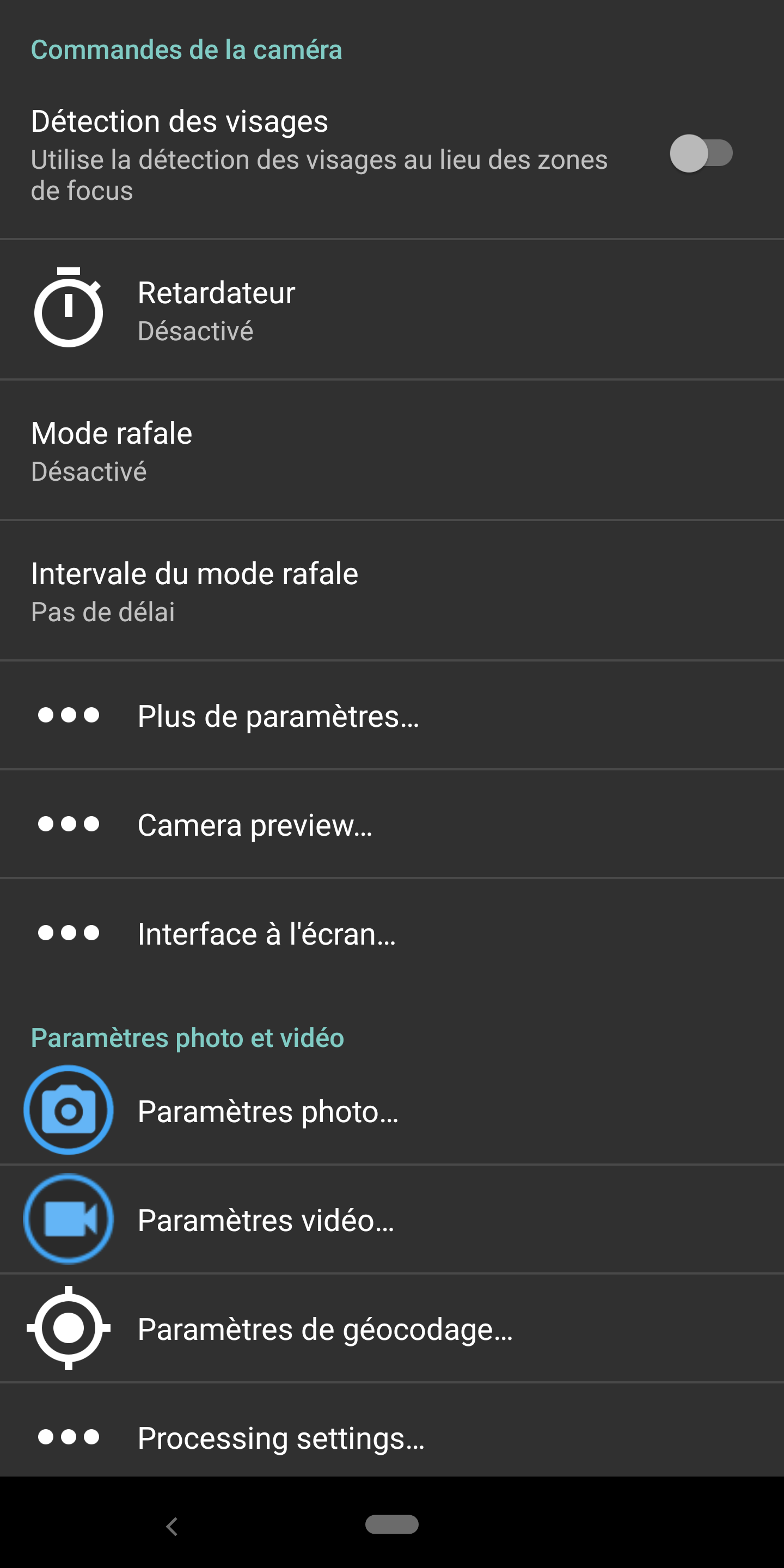
Le menu commandes de l’application Open Camera

## Tutoriel
- Fiche Open Camera sur le site internet du lycée du Mené.
- Article de Paul Nicoué "Les Numériques" du 16 décembre 2016 "Prise en main d'Open Camera".